# Donna Kusemererwa
Donna Asiimwe Kusemererwa (née en 1970) est une pharmacienne, enseignante et gestionnaire ougandaise. Elle est directrice exécutive de la National Food and Drug Authority (en) en Ouganda. Elle est nommée à ce poste en janvier 2016 et y reste jusqu'en 2017.

## Enfance et formation
Elle est née dans la région de l'Ouest de l'Ouganda vers 1970. Elle fréquente l'école primaire de Kittante pour ses études élémentaires. Elle étudie au Mount Saint Mary's College Namagunga (en) pour ses études O-Level et A-Level. Elle étudie la pharmacie à l'université Makerere, la plus grande et la plus ancienne université publique d'Ouganda, et y obtient en 1993 un bachelor en pharmacie (en). Elle fréquente ensuite l’Université de technologie Curtin en Australie, où elle obtient une maîtrise en pharmacie (en). Plus tard, elle obtient une maîtrise en administration des affaires de l’Institut de gestion de l’Afrique orientale et australe (en) (Eastern and Southern African Management Institute, ESAMI).

## Carrière
Après ses études en Australie, elle retourne en Ouganda et travaille comme chargée de cours auprès des étudiants de quatrième année en pharmacie à l'Université Makerere, de 1997 à 1999. Elle est directrice générale du Joint Medical Store, un entrepôt pharmaceutique appartenant au gouvernement, de 1997 à 2008. De septembre 2008 à janvier 2013, elle est directrice exécutive du Ecumenical Pharmaceutical Network, le Réseau pharmaceutique œcuménique, basé à Kampala en Ouganda. Elle est ensuite consultante pharmaceutique et en gestion privée de 2013 à 2016. En 2016, elle est nommée directrice exécutive de la National Food and Drug Authority (en) (NDA), en remplacement de Gordon Katende Ssematiko, qui a été licencié pour corruption,. Elle est nommée à ce poste en janvier 2016,. Sa nomination en tant que directrice exécutive est suspendue par la Haute Cour d'Ouganda à la suite d'une décision de 2017. Cette suspension est maintenue par l'ordonnance de la Cour d'appel. Puis la Haute Cour de Kampala confirme la révocation de Donna Asiimwe Kusemererwa du poste de directrice exécutive de la National Drug Authority.